# Теора
Тео̀ра (на италиански: Teora) е село и община в Южна Италия, провинция Авелино, регион Кампания. Разположено е на 660 m надморска височина. Населението на общината е 1588 души (към 2011 г.).